# Фур'є-оптика
Фур'є-оптика — розділ оптики, в якому перетворення світлових полів оптичними системами досліджується за допомогою фур'є-аналізу (спектрального розкладу) і теорії лінійної фільтрації. Початок використання в оптиці ідей спектрального розкладу пов'язано з іменами лорда Релея та Ернста Аббе. Перші роботи, які лягли в основу сучасної фур'є-оптики, належать Мандельштаму, Гореліку, Ритову. В роботах останнього проводиться аналогія між задачами радіоелектроніки та теорії зв'язку, з одного боку (в яких йдеться про перетворення сигналів-функцій часу — зі зміною струмів, напруг тощо та системами радіоелектроніки, що реєструють ці перетворення), і задачами оптики — з іншого, в яких розглядається перетворення світлових полів — фунуцій координат — оптичними системами.
Спільність методів дослідження систем, що служать для перетворення сигналів-функцій часу (часових фільтрів), і оптичних систем, що служать для перетворення світлових полів-функцій координат (просторових фільтрів), зумовлена спільністю закономірностей, що керують процесами в системах радіоелектроніки та оптики, спільністю, закладеною в універсальності рівнянь Максвела електродинаміки. І тим і іншим системам властиві (в досить широкій області застосувань) такі фундаментальні властивості, як лінійність та інваріантність. Це дозволяє зручно і просто описувати їхню поведінку єдиним чином, використовуючи універсальний апарат теорії лінійної фільтрації та перетворення Фур'є.